# Samoa ai Giochi olimpici
Samoa ha partecipato per la prima volta come Samoa Occidentali ai Giochi olimpici nel 1984; da allora è stata presente a tutte le edizioni dei Giochi olimpici estivi, mentre non ha mai partecipato ai Giochi olimpici invernali.
L'atleta Ele Opeloge ha vinto la prima medaglia olimpica della storia delle Samoa, vincendo l'argento nel sollevamento pesi a Giochi della XXIX Olimpiade.
L'Associazione Sportiva e Comitato Olimpico Nazionale delle Samoa è stata fondata nel 1983, e nello stesso anno è stata riconosciuta dal CIO.

## Medaglie alle Olimpiadi estive
| Giochi              | Oro | Argento | Bronzo | Totale |
| ------------------- | --- | ------- | ------ | ------ |
| Los Angeles 1984    | 0   | 0       | 0      | 0      |
| Seul 1988           | 0   | 0       | 0      | 0      |
| Barcellona 1992     | 0   | 0       | 0      | 0      |
| Atlanta 1996        | 0   | 0       | 0      | 0      |
| Sydney 2000         | 0   | 0       | 0      | 0      |
| Atene 2004          | 0   | 0       | 0      | 0      |
| Pechino 2008        | 0   | 1       | 0      | 1      |
| Londra 2012         | 0   | 0       | 0      | 0      |
| Rio de Janeiro 2016 | 0   | 0       | 0      | 0      |
| Tokyo 2020          | 0   | 0       | 0      | 0      |
| Parigi 2024         | 0   | 0       | 0      | 0      |
| Totale              | 0   | 1       | 0      | 1      |